# The Who Sell Out
The Who Sell Out — музичний альбом гурту The Who. Виданий 15 грудня 1967 року лейблами Track (Велика Британія) та Decca (США). Альбом відносять до напрямку рок, психоделічний рок, поп, артрок.
Концептуальний альбом, побудований як ефір піратської радіостанції Radio London: окрім пісень, в «ефірі» звучать реклама, джингли та оголошення. Цікаво, що самі The Who на той час записували рекламні ролики, деякі з яких були включені до перевидання альбому на CD як бонуси.
В основному альбом був написаний гітаристом Пітом Таунсендом, хоча три треки написав басист Джон Ентвісл, а один — вокаліст групи Thunderclap Newman Спіді Кін, який також співає. До Тауншенда та Ентвісла приєдналися вокаліст Роджер Долтрі та барабанщик Кіт Мун, а органіст Ел Купер виступив як запрошений музикант на двох треках. Продюсером альбому займався менеджер групи Кіт Ламберт.
Повідомляється, що випуск альбому супроводжувався судовими процесами через згадку про реальні комерційні інтереси у фіктивній рекламі та на обкладинках альбому, а також через виробників справжніх джинглів, які стверджували, що the Who використовували їх без дозволу.
The Who Sell Out отримав широке визнання критиків, деякі з яких вважали його найкращим записом the Who. Він також часто фігурував у списках найкращих альбомів усіх часів, включаючи «500 найкращих альбомів усіх часів» журналу Rolling Stone. Однак це був альбом гурту з найнижчим рейтингом у UK Albums Chart, де він досяг 13 місця.

## Список композицій

### Сторона перша
1. «Armenia City in the Sky» — 3:12
2. «Heinz Baked Beans» — 0:57
3. «Mary Anne with the Shaky Hand» — 2:04
4. «Odorono» — 2:16
5. «Tattoo» — 2:42
6. «Our Love Was» — 3:07
7. «I Can See for Miles» — 4:17

### Сторона друга
1. «I Can't Reach You» — 3:03
2. «Medac» — 0:57
3. «Relax» — 2:38
4. «Silas Stingy» — 3:04
5. "Sunrise — 3:03
6. «Rael 1» — 5:44